# IRW 시미터
I.R.W. 시미터(I.R.W. Scimitar)는 2379년 진수된 리먼(Reman) 종족의 워버드(Warbird) 드레드노트함이다. 2379년 신존(Shinzon)의 쿠데타로 모든 로뮬런 제국 원로원 의원들이 사망한 이후 신존이 이 함선의 지휘권을 잡는다.
2379년, 신존은 USS 엔터프라이즈 호 및 I.R.W. 발도어(I.R.W. Valdore) 호와의 연합군에 맞서 싸운다. 그러다가 베타조이드종족인 디애나 트로이의 정신 공격으로 인해 위치가 발각되고 만다. 엔터프라이즈와의 치열한 전투 끝에 탤러론 무기를 준비하지만, 데이터(Data)의 자살 공격으로 탤러론 방사선이 폭발하면서 엄청난 폭발을 내며 파괴된다.
시미터(scimitar)는 '시미타'(언월도)라는 뜻으로, 칼의 한 종류이다.
이후, 시미터급 워버드에 대한 자세한 정보는 소개된 바 없으나, 리먼이 IRW 시미터와 비스무리하게 건조한 소형 드레드노트 워버드가 있는 것으로 알려져 있다.